# Yuzo Wada
Yuzo Wada (født 2. maj 1980) er en tidligere japansk fodboldspiller.
Han har spillet for flere forskellige klubber i sin karriere, herunder Shimizu S-Pulse, Oita Trinita og Ventforet Kofu.